# Fernando Forestieri
Fernando Martín Forestieri (Rosario, 15 de enero de 1990) es un futbolista argentino que juega de centrocampista en el AEL Limassol de la Primera División de Chipre.

## Trayectoria
Juega en Europa desde los 16 años hasta el momento, una trayectoria que incluyen la Serie A y Serie B italiana, La Liga de España, La FA cup, la English Football League Championship inglesa y además mundial juvenil.

### Juveniles
Comenzó su carrera futbolística jugando en Newell's Old Boys, desde muy pequeño, luego pasó a Boca Jrs, en donde sufrió una lesión en la rodilla y decidió viajar a Italia para realizar su recuperación.
En ese año (2006) es donde lo fichó el Genoa FC, donde debuta en la primera squadra de este club en el año 2006 a los 16 años, mientras participaba del torneo de Serie B del fútbol italiano.

### A.C Siena
Con 16 años, en la temporada 2007-2008 pasó a jugar para el AC Siena, en la Serie A y en 2008 convirtió el segundo gol de su equipo en la derrota por 2-3 contra el Inter de Milán, su único tanto en el equipo de Siena.

### Vicenza Calcio
En enero de 2009 fue cedido a Vicenza Calcio de la Serie B. El 24 de enero de 2009 anotó su primer gol en la victoria contra Ascoli Calcio 1898.

### Málaga CF
Durante la temporada 2009-10, a los 19 años, pasó cedido al club español Málaga CF. Donde participó de 19 encuentros de la Liga Española de Primera División. En la jornada 14 anotó su primer gol, que sirvió para darle la victoria 2-1 al equipo blanquiazul sobre el RCD Mallorca.No dejó muy buenas sensaciones en el club ya que se esperaba mucho más de él.

### Empoli FC
Con 21 años, en 2011 pasó a jugar en condición de cedido en el Empoli FC, que participa de la Serie B del fútbol italiano, donde debutó como titular contra Frosinone Calcio. Al final de temporada retornó al Udinese.

### AS Bari
En 2012 pasa nuevamente, en condición de cedido al club AS Bari, jugando como titular todo el torneo, con la camiseta número 10, en el torneo de la Serie B de Italia.

### Watford FC
Luego de jugar varios años en el fútbol italiano y de su paso por España, decide seguir su carrera profesional en el fútbol inglés.
El 31 de agosto de 2012, con 22 años, en el día del cierre de pases en Europa, es cedido al Watford Football Club de Inglaterra, club que en ese año participaba en el Football League Championship, segunda división inglesa. Fernando Forestieri se ganó el amor de los hinchas del club inglés, debido a su humildad, entrega y buen juego. Lo que hizo que los propios hinchas de Watford, lo adopten con el apodo de fessi, en referencia al rosarino Lio Messi. Finalmente en 2013 se oficializa el pase de Fernando Forestieri a Watford, por un contrato de 5 años y medio.
El equipo dirigido por Gianfranco Zola, realiza una gran campaña y termina tercero en el torneo de la Football League Championship, teniendo la posibilidad de jugar los play off, donde juega la semifinal contra Leicester ganando un partido dramático, en el cual el arquero Manuel Almunia tapa un penal y el rebote en el minuto 96, y que posteriormente produce un contragolpe que con asistencia de Forestieri, Watford Football Club marca un gol y permite el pase a la final sin tener que ir a penales. La final se jugó el 25 de abril de 2013, jugada en el mítico Wembley Stadium y perdiendo contra el Crystal Palace Football Club, por 1-0 con un gol de penal de Kevin Phillips en el tiempo de prórroga, Watford Football Club pierde toda esperanza de volver a jugar en la máxima categoría del fútbol inglés, torneo que no juega desde 2006. Fernando Forestieri tuvo la chance de anotar, en el último minuto de la prórroga, con una gran jugada dentro del área, pero el defensor Joel Ward le tapa la pelota sobre la línea. Más allá de esto, los hinchas del Watford Football Club valoraron el esfuerzo del equipo plagado de jóvenes talentosos, no reconocidos, pero de gran futuro, como por el italo-argentino Christian Battocchio, Matej Vydra, Nathaniel Chalobah y de jugadores experimentados como Manuel Almunia (exarquero de Arsenal FC), Fitz Hall(ex Newcastle United Football Club, QPR), y Marco Cassetti (exjugador de Associazione Sportiva Roma)entre otros, que además de la entrega y sacrificio, lograron un gran nivel de juego.
En la temporada 2014-2015, logran el ascensor directo a la Premier League. Jugando 24 partidos, anotando 5 goles. Pudiendo volver, luego de 8 años de no participar en la máxima categoría del futbol inglés.

### Sheffield Wednesday FC
En agosto de 2015, firma por el Sheffield Wednesday FC.
En la Temporada 2015-2016. Juega 39 partidos de titular y convierte 15 goles. El equipo logra llegar a la final de los Play-Off para ascender a la Premier League y pierde 1-0 contra Hull City. Coronando un gran año, más allá de perder, volviendo a colocar, luego de muchos años al Sheffield WFC entre los equipos para ascender.
En la Temporada 2016-2017. Juega 36 partidos y marca 15 goles. El equipo termina cuarto en la liga, sin posibilidad de ascender, pero cerrando nuevamente un gran año.
Comienza la Temporada 2017-2018. En esta temporada, ha jugado 37 partidos y hecho 6 goles. 
Muchos clubes de la Premier League interesados en su pase. Sin embargo, el sueño de Premier League se posterga porque el dueño del Sheffield Wednesday decide no venderlo y se queda en una nueva temporada en Sheffield Wednesday FC, club en el que es amado por los hinchas.
En la Temporada 2018-2019, ha jugado 26 partidos y hecho 6 goles. Convirtiendo vistosos goles en los últimos partidos de la temporada.
En la Temporada 2019-2020 el equipo bajó muchísimo el nivel de la mano del coach Gary Monk, con refuerzos de poca jerarquía y con objetivos de permanecer en mitad de tabla en la Football League Championship. Al final de la misma, el contrato de Fernando finalizó, luego de 5 años en Sheffield WFC y decidió no continuar su carrera de 8 años en Inglaterra, para retornar a la Serie A de Italia.

### Udinese Calcio
Una vez finalizado su vínculo con The owls, el 8 de septiembre el Udinese Calcio anuncia el regreso a Italia de Fernando, tras una larga trayectoria en el fútbol inglés.

## Selección nacional juvenil
Cuando era juvenil ha sido citado por las selecciones italianas sub-17 (8 partidos, 5 goles), sub-19 (14 partidos, 4 goles) y sub-20 (1 partido), por tener doble ciudadanía.

## Clubes
| Club                      | País       | Año       |
| ------------------------- | ---------- | --------- |
| Genoa C. F. C.            | Italia     | 2006-2010 |
| A. C. Siena (préstamo)    | Italia     | 2007-2008 |
| Vicenza Calcio (préstamo) | Italia     | 2009      |
| Málaga C. F. (préstamo)   | España     | 2009-2010 |
| Udinese Calcio            | Italia     | 2010-2013 |
| Empoli F. C. (préstamo)   | Italia     | 2011      |
| A. S. Bari (préstamo)     | Italia     | 2011-2012 |
| Watford F. C. (préstamo)  | Inglaterra | 2012-2013 |
| Watford F. C.             | Inglaterra | 2013-2015 |
| Sheffield Wednesday F. C. | Inglaterra | 2015-2020 |
| Udinese Calcio            | Italia     | 2020-2021 |
| Johor Darul Takzim        | Malasia    | 2022-2025 |
| AEL Limassol              | Chipre     | 2025-     |